# Mısırlı Ahmet
 (septembre 2009).
Si vous disposez d'ouvrages ou d'articles de référence ou si vous connaissez des sites web de qualité traitant du thème abordé ici, merci de compléter l'article en donnant les références utiles à sa vérifiabilité et en les liant à la section « Notes et références ».
Ahmet Yıldırım dit Mısırlı Ahmet (qui signifie Ahmet l'Égyptien en turc) est un joueur turc de darbuka né en 1963 à Ankara. Il est de plus en plus connu dans le milieu des percussions du Moyen-Orient. Outre son jeu aussi bien technique qu'artistique, il développe encore aujourd'hui une nouvelle école de jeu très performante, similaire aux frappes du tablâ indien : une vraie révolution pour le darbuka actuel, lui conférant de multiples nouveaux horizons. Son école se situe à Istanbul, non loin de la tour de Galata.